# Джеймс Гантер
Джеймс Гантер (англ. James Hunter, справжнє ім'я англ. Neil James Huntsman; нар. 2 жовтня 1962) — англійський співак, автор-виконавець в стилі R&B та соул.

## Кар'єра
Джеймс Гантер народився 2 жовтня 1962 в Колчестері, графство Ессекс, Англія в родині робітників. З боку батька має бірманське коріння.
Після закінчення колчестерської школи 1979 року пішов працювати: спочатку у меблевий магазин, згодом на залізницю British Rail, обслуговувати семафори.
Ніхто не помічав в нього здібностей музиканта, він самостійно вчився грати на гітарі і складати пісні. Гантер відправив демоверсію свого виконання у Лондон, на студію звукозапису. За його словами, її передали «більш досвідченим» музикантам, які зв'язалися з ним і вдосконалювали його уміння в Лондоні на вихідних.
До 1986 року Гантер перебував фронтменом групи Howlin 'Wilf & Vee-Jays, з якою їздив на гастролі по Великій Британії та Європі та записав свій перший альбом під назвою Cry Wilf 1986 року. Тоді ж він припинив роботу у British Rail і присвятив себе музиці. Пізніше він випустив ще три альбоми з власною групою. Більшу частину 90-х років Гантер грав у невеликих лондонських клубах, як «Weavers Pub» в Іллінгтоні (Північний Лондон) та «100 Club» на Оксфорд-стріт.
Гантерівський стиль виконання соулу привернув увагу Ван Моррісона, відомого північноірландського автора-виконавця. Ван Моррісон взяв участь у записі першого альбому Гантера …Believe What I Say, що вийшов на студії Ace Records 1996 року. У піснях Turn On Your Love Light та Ain't Nothing You Can Do цього альбому Моррісон виконав бек-вокал. Співпраця з Моррісоном продовжилася участю Гантера в турне Моррісона на початку дев'яностих років, він також співав бек-вокал у концертному альбомі Моррісона 1994 року A Night in San Francisco та студійному альбомі 1995 року Days Like This.
2003 року він отримав можливість записати People Gonna Talk на студії Toe Rag. Далі були проблеми виходу альбому на великих лейблах, головним чином через те, що виконавцю було вже 40 років, і зміст не відповідав мейнстріму. Нарешті альбом з'явився на американському інді-лейблі Rounder Records і поступово став популярним на впливових радіостанціях Америки. До кінця 2006 року People Gonna Talk був визнаний одним із десяти найкращих альбомів 2006 року і номінований на 49-й церемонії вручення премії Греммі як найкращий традиційний блюзовий альбом.
Альбом 2008 року The Hard Way Джеймс Гантер записав на Hear Music/Concord.
2013 року починається плідна співпраця Гантера з Daptone Records та її співзасновником Гебріелом Ротом, більш відомим як Bosco Mann, бас-гітарист і бендлідер популярного фанк/соул-гурту Sharon Jones & The Dap-Kings. Як інженер звукозапису і продюсер, Гебріел має дві премії «Греммі»: 2008 року за відомий альбом Емі Вайнгауз Back to Black і 2012 року за альбом The Road From Memphis Букера Т. Джонса. З Джеймсом Гантером Рота об'єднує відчуття соулу і добре взаєморозуміння. Записані на Daptone Records альбоми Minute By Minute (2013), Hold On! (2016) і Whatever It Takes (2018) у виконанні The James Hunter Six отримали схвальну реакцію слухачів і критиків.
2016 року часопис Mojo Magazine визнав Гантера кращим британським виконавцем соула.

## Дискографія

### Альбоми
У складі гурту Howlin' Wilf & the Vee-Jays:
- 1986 — Cry Wilf!  (LP, Big Beat WIK 51)
- 1987 — Blue Men Sing The Whites (міні LP, Waterfront WF 036)
- 1988 — Howlin' Wilf & The Vee-Jays (LP, Unamerican Activities BRAVE 8)
- 1990 — 6 By Six (міні-альбом LP, Hound Dog BUT MLP 004)

У складі гурту James Hunter:
- 1996 — …Believe What I Say (CD, Ace Records CDCHD 636) за участю Ван Моррісона та Доріс Трой
- 1999 — Kick it Around (CD, Ruf Records RUF 1039)
- 2006 — People Gonna Talk (CD, Rounder Records 11661-2187-2)
- 2008 — The Hard Way (LP, Hear Music HRM-30851-01)

У складі гурту The James Hunter Six:
- 2013 — Minute By Minute (LP, Daptone DAP 303, Universal 0888072338364)[7][8]
- 2016 — Hold On!, (LP, Daptone DAP 040)
- 2018 — Whatever It Takes, (LP, Daptone DAP 051)

### Участь в альбомах
- 1994 — A Night in San Francisco (CD, Polydor 521 290-2) з Ван Моррісоном
- 1995 — Days Like This (CD, Polydor 527 307-2) з Ван Моррісоном
- 2009 — Live at KEXP Volume Five Track #13: «Don't Do Me No Favours» (CD, KEXP CD006)